# Trossö

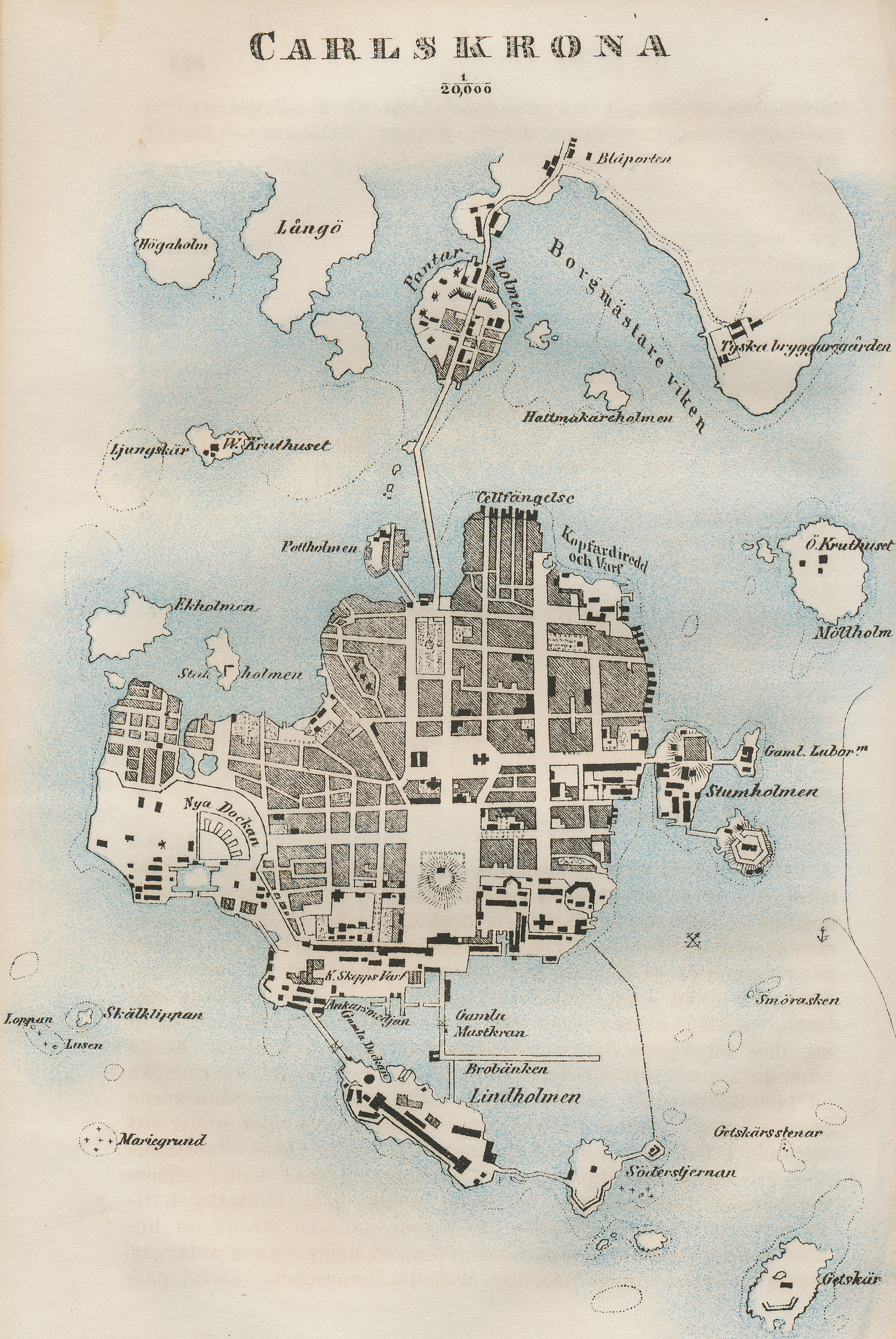
Karta över Karlskrona (Trossö) från omkring 1850

Trossö är en ö i Karlskrona skärgård, och utgör Karlskronas centrum. Trossö ligger i södra delen av staden och flera andra öar ingår i tätortsområdet, såsom Stumholmen, Saltö och Långö. Sevärdheter på Trossö är Sveriges största torg Stortorget, Marinbasen, Amiralitetskyrkan med Gubben Rosenbom och varvet. Trossö räknas, liksom Karlskrona i dess helhet,[källa behövs] till världsarvet Örlogsstaden Karlskrona och har en lång marin historia.
Ön med den skyddande skärgården och en isfri hamn var strategisk och var så nära idealet man kunde komma för att bygga en örlogsstad. 1679 besökte kung Karl XI själv platsen för att försäkra sig om dess ypperlighet. Man fann dock att ön ägdes av bonden Vittus Anderson. Bonden var inte intresserad av att sälja till kungen och gjorde motstånd. Det hela slutade med att han fängslades och marken tvångsinlöstes. Folklegenden säger att innan Vittus Anderson blev satt i fängelse så uttalade han en förbannelse över ön och att det är därför staden utsatts för sina stadsbränder. Han begravdes 1688.

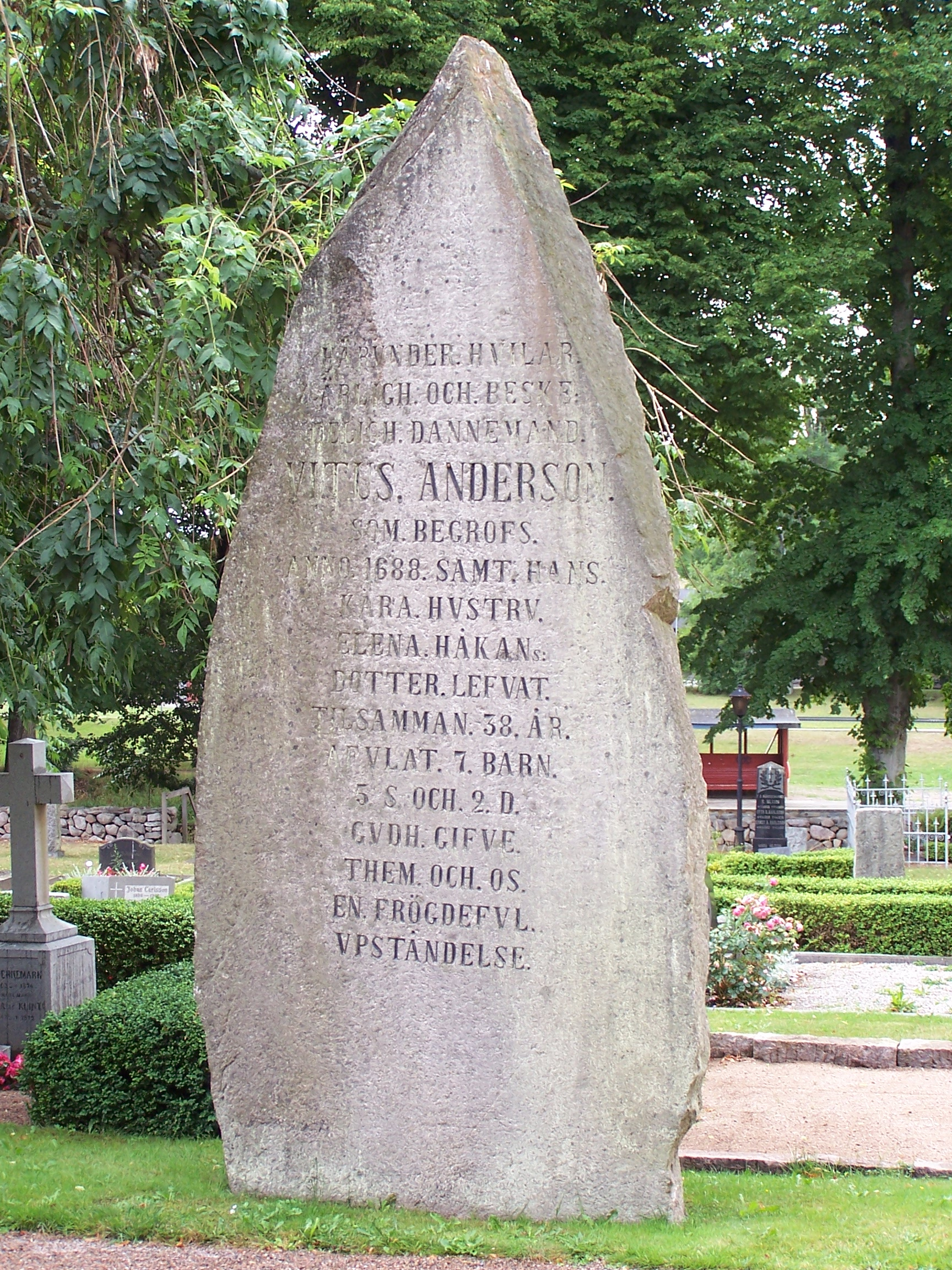
Vitus Andersons gravsten

En minnessten är rest över Vittus Anderson på Nättraby kyrkogård väster om Karlskrona, den kyrkogård där han gravsattes. Minnesstenen står inte exakt på den plats där han begravdes. 2012 invigdes en minnessten av konstnären Anna Jarnestad på Stortorget, utanför turistbyrån på Kyrkogatan i Karlskrona, där en slokhatt i brons får symbolisera Andersson.